# Keski-Vekarainen
Keski-Vekarainen är en sjö i kommunen Sulkava i landskapet Södra Savolax i Finland. Sjön ligger 81 meter över havet. Arean är 1,14 kvadratkilometer och strandlinjen är 6,41 kilometer lång. Sjön  ingår i Vuoksens huvudavrinningsområde.   Den ligger omkring 58 kilometer öster om S:t Michel och omkring 260 kilometer nordöst om Helsingfors. 